# Jacquelina de Baviera
Jacquelina de Baviera o Jacquelina de Wittelsbach (Le Quesnoy, 15 de juliol de 1401 - Teylingen, 8 d'octubre de 1436) va ser comtessa d'Hainaut, d'Holanda i de Zelanda.

## Història
Jacqueline va néixer en Le Quesnoy i va ser l'única filla del duc Guillem II de Baviera, comte d'Hainaut, d'Holanda, de Zelanda i de Frísia, i de Margarida de Borgonya Dampierre (1374 - 1441), filla de Felip II de Borgonya, duc de Borgonya.
El 1406, es va casar amb Juan de França (1398 - 1417), fill de Carles VI de França i d' Elisabet de Baviera.
Després d'enviduar, es va casar el 1418 amb el seu cosí el duc Joan IV de Brabant, fill del seu oncle matern el duc Antoni de Borgonya. Jacquelina de Baviera va intentar anul·lar el seu matrimoni per qüestions de proximitat familiar, després d'un acord entre el seu marit i l'oncle d'aquest, Joan III de Baviera, qui volia espoliar-la de les seves possessions holandeses.
Cansada dels dubtes pontificies sobre la legitimitat del seu matrimoni i cercant protecció fora de la casa de Borgonya, es va casar novament el 1423 amb el duc Humberto de Gloucester, fill d'Enric IV d'Anglaterra i germà de Joan de Lancaster, duc de Bedfort, regent de França pel seu nebot Enric VI d'Anglaterra. El seu anterior matrimoni no va ser anul·lat definitivament i aquest últim va ser invalidat.
El 1427, Jacquelina de Baviera, última comtessa «autònoma» va ser obligada a lliurar el comtat d'Hainaut, i successivament, les seves altres possessions al seu cosí Felip el Bó, duc de Borgonya. Al costat de les possessions del nord, (Flandes, Namur, Luxemburg), que formessin els Països Baixos.
Es va casar per quarta vegada amb el noble zelandès Frank van Borselen. Va morir poc després de tuberculosi a Teylingen al nord de La Haia, el 8 d'octubre de 1436. Va ser inhumada a la Haia.